# Eden and Return
Eden and Return è un film muto del 1921 diretto da William A. Seiter. Prodotto da Hunt Stromberg e distribuito dalla Robertson Cole, aveva come interpreti Doris May, Emmett King, Margaret Livingston, Earl Metcalfe, Margaret Campbell.
La sceneggiatura di Beatrice Van adattò per lo schermo l'omonimo lavoro teatrale di Ralph E. Renaud.

## Trama
Robert Baylock, ricco agente di cambio di Wall Street, impone alla figlia Betty di scegliersi quanto prima un marito tra uno dei suoi tre pretendenti. La ragazza, però, sfida il padre, rifiutandoli tutti e tre. Non solo, si innamora di un quarto corteggiatore, Jack Gray, un giovanotto senza il becco di un quattrino, rimasto senza un soldo dopo avere sperperato una fortuna di centomila dollari. Baylock, che naturalmente non vede di buon occhio quella relazione, ordina a Jack di riguadagnare la stessa somma di denaro se vuole che lui gli dia il proprio consenso alle nozze con Betty. Jack, allora, si mette a lavorare nel settore delle lavanderie. Scopre così che Baylock ha l'abitudine di scrivere i propri appunti di lavoro sui polsini delle camicie. Approfittando di questo fatto, copia le annotazioni e, seguendo le note di Baylock, gioca in borsa, guadagnando i famosi centomila dollari con una speculazione fatta ai danni proprio dello stesso Baylock. Quest'ultimo, davanti a quella bella trovata, ammette la sua sconfitta, dando alla giovane coppia la sua benedizione.

## Produzione
Le riprese del film, prodotto dalla Hunt Stromberg Productions e girato negli studi di Melrose Avenue e Gower Street a Hollywood, cominciarono il 28 settembre e durarono fino a fine ottobre o inizio novembre 1921.

## Distribuzione
Il copyright, richiesto dalla Hunt Stromberg Productions, fu registrato il 25 dicembre 1921 con il numero LP17456. Lo stesso giorno, distribuito negli Stati Uniti dalla Robertson-Cole Distributing Corporation, il film uscì anche nelle sale. A inizio febbraio, venne presentato in California, al Loew’s State Theatre di Los Angeles, come uno dei film che facevano parte di un programma di una settimana dedicato all'uscita di pellicole della Robertson-Cole.
Non si conoscono copie ancora esistenti della pellicola che viene considerata presumibilmente perduta.